# لاسلو كوزما (مجدف)
لاسلو كوزما (بالمجرية: Kozma László)‏ هو مجدف مجري، (و. 1903  م).

## وصلات خارجية
- لاسلو كوزما على موقع الاتحاد الدولي للتجديف (الإنجليزية)
- لاسلو كوزما على موقع اللجنة الأولمبية الدولية (الإنجليزية)
- لاسلو كوزما على موقع أوليمبيديا (الإنجليزية)
- لاسلو كوزما على موقع اللجنة الأولمبية المجرية (الهنغارية)